# Moehringia bavarica
Espèce
Classification phylogénétique
Moehringia bavarica est une espèce de plante appartenant à la famille des Caryophyllaceae.